# Conogonia sayeri
Conogonia sayeri är en insektsart som beskrevs av William Lucas Distant 1888. Conogonia sayeri ingår i släktet Conogonia och familjen dvärgstritar. Inga underarter finns listade i Catalogue of Life.